# Schimberg
Schimberg is een gemeente in de Duitse deelstaat Thüringen, en maakt deel uit van de Landkreis Eichsfeld.
Schimberg telt 2.154 inwoners. De gemeente omvat de dorpen Ershausen, Lehna, Martinfeld, Misserode, Rüstungen en Wilbich.